# Grube Caroline (Sexau)
Die Grube Caroline im Eberbächle, einem Seitental des Brettenbachs, ist ein ehemaliges Silberbergwerk in Sexau (Schwarzwald), das heute als Besucherbergwerk zugänglich ist. Die Grube wird seit 1987 von ehrenamtlichen Helfern freigelegt und unterhalten. Sie liegt innerhalb des Bergbaugebiets von Sexau und Freiamt.
Die ältesten Teile der Grube Caroline stammen mit einiger Sicherheit aus dem 11. bis 13. Jahrhundert, beschränken sich aber auf die obersten Teufen. Konkrete Hinweise auf ältere Betriebsperioden, etwa in römischer Zeit, fehlen. Der größte Teil des Grubengebäudes, einschließlich der Schächte und des Erbstollens stammt aus dem 16. Jahrhundert. Besonders bemerkenswert ist das mit originalem Holzausbau und Haspelstützen erhaltene Gesenk auf der sechsten Sohle der Grube, das dendrochronologisch auf 1528/30 datiert wurde.
Eine letzte umfangreiche Betriebsphase erfolgte zwischen 1771 und 1794. Aus dieser Zeit stammt auch der Name der Grube: Sie ist nach der Gemahlin des badischen Markgrafen Karl Friedrich, Caroline Luise von Hessen (1723–1783) benannt.

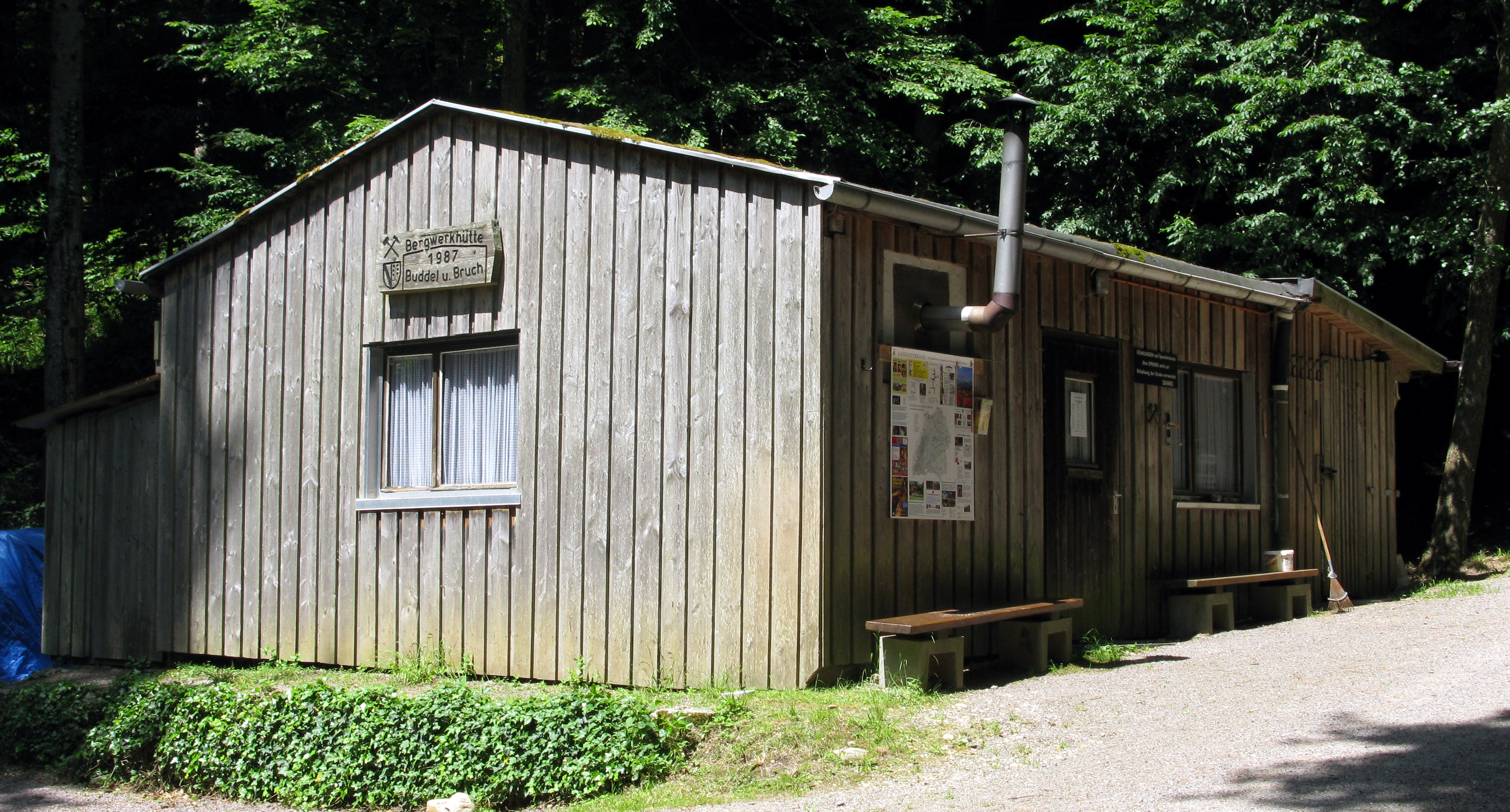
Bergwerkhütte
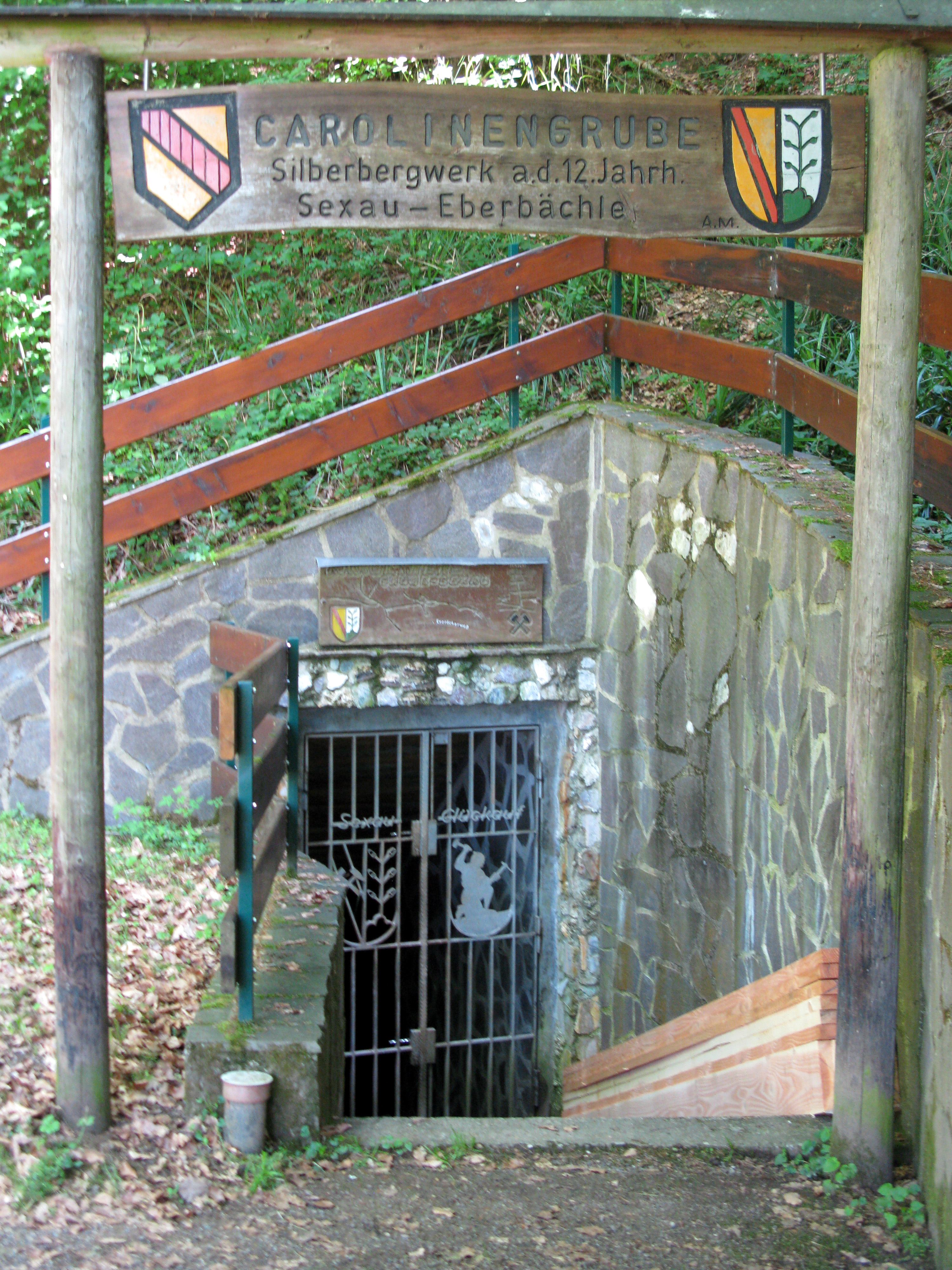
Zugang
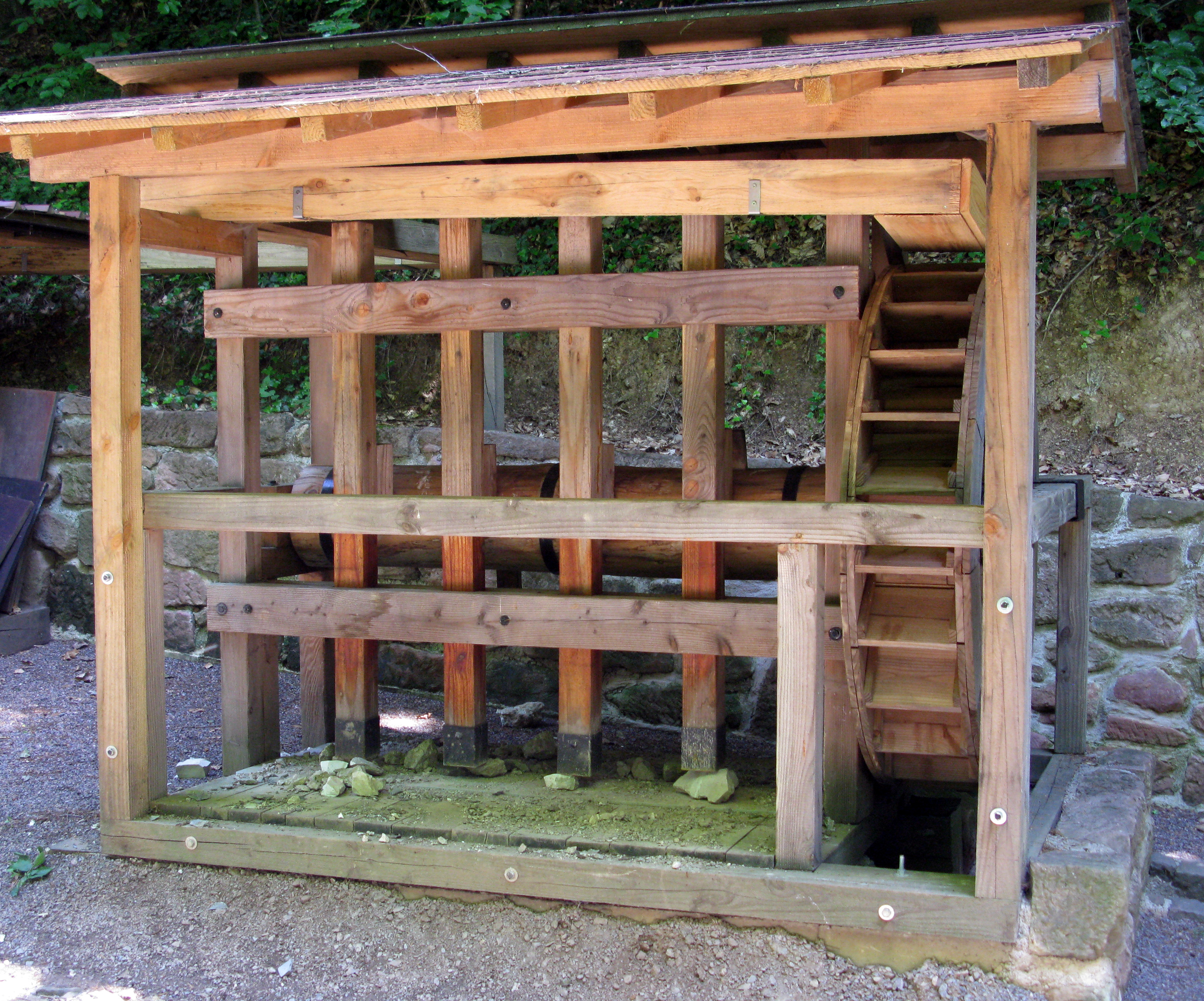
Nachgebautes Pochwerk